# Campionati del mondo di atletica leggera 2022 - 100 metri ostacoli
La specialità dei 100 metri ostacoli dei campionati del mondo di atletica leggera 2022 si è svolta tra il 23 e il 24 luglio all'Hayward Field di Eugene, negli Stati Uniti d'America.

## Podio
| Pos.    | Atleta                | Nazionalità | Tempo |
| ------- | --------------------- | ----------- | ----- |
| Oro     | Tobi Amusan           | Nigeria     | 12"06 |
| Argento | Britany Anderson      | Giamaica    | 12"23 |
| Bronzo  | Jasmine Camacho-Quinn | Porto Rico  | 12"23 |

## Situazione pre-gara

### Record
Prima di questa competizione, il record del mondo (RM) e il record dei campionati (RC) erano i seguenti.
| Record                | Prestazione | Atleta                      | Data                                  | Competizione                  |
| --------------------- | ----------- | --------------------------- | ------------------------------------- | ----------------------------- |
| Record mondiale       | 12"20       | Kendra Harrison Stati Uniti | 22 luglio 2016 Londra, Regno Unito    | London Anniversary Games 2016 |
| Record dei campionati | 12"28       | Sally Pearson Australia     | 3 settembre 2011 Taegu, Corea del Sud | Mondiali 2011                 |

### Campioni in carica
I campioni in carica a livello mondiale e olimpico erano:
| Campione | Atleta                           | Prestazione | Data                          | Competizione         |
| -------- | -------------------------------- | ----------- | ----------------------------- | -------------------- |
| Olimpico | Jasmine Camacho-Quinn Porto Rico | 12"37       | 2 agosto 2021 Tokyo, Giappone | Giochi olimpici 2021 |
| Mondiale | Nia Ali Stati Uniti              | 12"34       | 6 ottobre 2019 Doha, Qatar    | Mondiali 2019        |

### La stagione
Prima di questa gara, gli atleti con le migliori tre prestazioni dell'anno erano:
| Pos. | Atleta                           | Prestazione | Data                                         |
| ---- | -------------------------------- | ----------- | -------------------------------------------- |
| 1    | Kendra Harrison Stati Uniti      | 12"34       | 25 giugno 2022 Eugene, Stati Uniti d'America |
| 2    | Alaysha Johnson Stati Uniti      | 12"35       | 25 giugno 2022 Eugene, Stati Uniti d'America |
| 3    | Jasmine Camacho-Quinn Porto Rico | 12"37       | 9 giugno 2022 Roma, Italia                   |

## Risultati

### Batterie
I primi 3 di ogni batteria (Q) e i 6 tempi migliori tra gli esclusi ({q) si qualificano alle semifinali.
| Pos. | Batteria | Atleta                | Nazionalità | Tempo | Note |
| ---- | -------- | --------------------- | ----------- | ----- | ---- |
| 1    | 3        | Tobi Amusan           | Nigeria     | 12"40 | Q    |
| 2    | 5        | Alia Armstrong        | Stati Uniti | 12"48 | Q    |
| 3    | 2        | Jasmine Camacho-Quinn | Porto Rico  | 12"52 | Q    |
| 4    | 1        | Britany Anderson      | Giamaica    | 12"59 | Q    |
| 5    | 6        | Kendra Harrison       | Stati Uniti | 12"60 | Q    |
| 6    | 6        | Cindy Sember          | Regno Unito | 12"67 | Q    |
| 7    | 2        | Devynne Charlton      | Bahamas     | 12"69 | Q    |
| 8    | 4        | Pia Skrzyszowska      | Polonia     | 12"70 | Q    |
| 9    | 5        | Megan Tapper          | Giamaica    | 12"73 | Q    |
| 10   | 4        | Nadine Visser         | Paesi Bassi | 12"76 | Q    |
| 11   | 6        | Michelle Jenneke      | Australia   | 12"84 | Q    |
| 12   | 3        | Danielle Williams     | Giamaica    | 12"87 | Q    |
| 13   | 5        | Marione Fourie        | Sudafrica   | 12"94 | Q    |
| 14   | 1        | Michelle Harrison     | Canada      | 12"95 | Q    |
| 15   | 5        | Mako Fukube           | Giappone    | 12"96 | q    |
| 16   | 3        | Sarah Lavin           | Irlanda     | 12"99 | Q    |
| 17   | 2        | Noemi Zbären          | Svizzera    | 13"00 | Q    |
| 18   | 3        | Celeste Mucci         | Australia   | 13"01 | q    |
| 19   | 5        | Laëticia Bapté        | Francia     | 13"03 | q    |
| 20   | 1        | Mette Graversgaard    | Danimarca   | 13"04 | Q    |
| 21   | 6        | Reetta Hurske         | Finlandia   | 13"09 | q    |
| 22   | 6        | Masumi Aoki           | Giappone    | 13"12 | q    |
| 23   | 3        | Ditaji Kambundji      | Svizzera    | 13"12 | q    |
| 24   | 6        | Yoveinny Mota         | Venezuela   | 13"12 |      |
| 25   | 3        | Ebony Morrison        | Liberia     | 13"12 |      |
| 26   | 4        | Andrea Vargas         | Costa Rica  | 13"12 | Q    |
| 27   | 4        | Paola Vazquez         | Porto Rico  | 13"13 |      |
| 28   | 2        | Cyréna Samba-Mayela   | Francia     | 13"15 |      |
| 29   | 6        | Elisa Di Lazzaro      | Italia      | 13"16 |      |
| 30   | 1        | Greisys Roble         | Cuba        | 13"24 |      |
| 31   | 2        | Klaudia Siciarz       | Polonia     | 13"27 |      |
| 32   | 4        | Helena Jiranová       | Rep. Ceca   | 13"37 |      |
| 33   | 2        | Zoë Sedney            | Paesi Bassi | 13"38 |      |
| 34   | 3        | Sidonie Fiadanantsoa  | Madagascar  | 13"57 |      |
| 35   | 1        | Naomi Akakpo          | Togo        | 13"64 |      |
| 36   | 7        | Anne Zagré            | Belgio      | 14"05 |      |
| 37   | 2        | Ketiley Batista       | Brasile     | 14"22 |      |
|      | 5        | Mulern Jean           | Haiti       | dq    |      |
|      | 1        | Nia Ali               | Stati Uniti | dq    |      |
|      | 4        | Liz Clay              | Australia   | dq    |      |
|      | 4        | Alaysha Johnson       | Stati Uniti | dq    |      |

### Semifinali
I primi 2 di ogni semifinale (Q) e i 2 tempi migliori tra gli esclusi (q) si qualificano alla finale.
| Pos. | Batteria | Atleta                | Nazionalità | Tempo | Note                                     |
| ---- | -------- | --------------------- | ----------- | ----- | ---------------------------------------- |
| 1    | 1        | Tobi Amusan           | Nigeria     | 12"12 | Q                                        |
| 2    | 1        | Kendra Harrison       | Stati Uniti | 12"27 | Q                                        |
| 3    | 3        | Britany Anderson      | Giamaica    | 12"31 | Q                                        |
| 4    | 3        | Jasmine Camacho-Quinn | Porto Rico  | 12"32 | Q                                        |
| 5    | 1        | Danielle Williams     | Giamaica    | 12"41 | q                                        |
| 6    | 2        | Alia Armstrong        | Stati Uniti | 12"43 | Q                                        |
| 7    | 2        | Devynne Charlton      | Bahamas     | 12"46 | Q                                        |
| 8    | 1        | Cindy Sember          | Regno Unito | 12"50 | q                                        |
| 9    | 2        | Megan Tapper          | Giamaica    | 12"52 | Miglior prestazione personale            |
| 10   | 2        | Pia Skrzyszowska      | Polonia     | 12"62 | =                                        |
| 11   | 1        | Michelle Jenneke      | Australia   | 12"66 | Miglior prestazione personale            |
| 12   | 3        | Nadine Visser         | Paesi Bassi | 12"66 | Miglior prestazione personale stagionale |
| 13   | 1        | Ditaji Kambundji      | Svizzera    | 12"70 | Miglior prestazione personale            |
| 14   | 3        | Michelle Harrison     | Canada      | 12"74 | Miglior prestazione personale            |
| 15   | 1        | Andrea Vargas         | Costa Rica  | 12"82 | Miglior prestazione personale stagionale |
| 16   | 1        | Mako Fukube           | Giappone    | 12"82 | Record nazionale                         |
| 17   | 3        | Sarah Lavin           | Irlanda     | 12"87 |                                          |
| 18   | 3        | Laëticia Bapté        | Francia     | 12"93 |                                          |
| 19   | 2        | Marione Fourie        | Sudafrica   | 12"93 | =                                        |
| 20   | 3        | Noemi Zbären          | Svizzera    | 12"94 | Miglior prestazione personale stagionale |
| 21   | 2        | Masumi Aoki           | Giappone    | 13"04 |                                          |
| 22   | 2        | Mette Graversgaard    | Danimarca   | 13"05 |                                          |
| 23   | 3        | Reetta Hurske         | Finlandia   | 13"15 |                                          |
|      | 2        | Celeste Mucci         | Australia   | dq    |                                          |

### Finale
La velocità del vento (+2,5 m/s) era oltre il limite per l'omologazione di nuovi record.
| Pos.    | Atleta                | Nazionalità | Tempo | Note |
| ------- | --------------------- | ----------- | ----- | ---- |
| Oro     | Tobi Amusan           | Nigeria     | 12"06 |      |
| Argento | Britany Anderson      | Giamaica    | 12"23 |      |
| Bronzo  | Jasmine Camacho-Quinn | Porto Rico  | 12"23 |      |
| 4       | Alia Armstrong        | Stati Uniti | 12"31 |      |
| 5       | Cindy Sember          | Regno Unito | 12"38 |      |
| 6       | Danielle Williams     | Giamaica    | 12"44 |      |
| 7       | Devynne Charlton      | Bahamas     | 12"53 |      |
|         | Kendra Harrison       | Stati Uniti | dq    |      |